# Chrome Hearts
Chrome Hearts — голливудский бренд класса «люкс», основанный в 1988 году Ричардом Старком, Леонардом Камхаутом (англ. Leonard Kamhout) и Джоном Боуменом (John Bowman). Совладельцами компании являются Ричард Старк и его жена Лори Линн Старк (Laurie Lynn Stark). Логотип бренда содержит крест  с названием бренда вокруг него на круглой ленте[что?].
Бренд производит аксессуары из серебра, золота и бриллиантов, а также очки, кожаные изделия, одежду и мебель. Производственная площадка занимает три квартала в центре Голливуда и состоит из множества зданий и фабрик по всему миру. Производство в основном ведётся собственными силами на крупной производственной площадке в Голливуде. По состоянию на 2021 год на их производственной площадке в Лос-Анджелесе работает 1000 сотрудников. Хотя Chrome Hearts официально не раскрывает информацию о бренде, его стоимость оценивается примерно в 1 миллиард долларов.

## История
Ричард Старк и Джон Боумен начали свой бизнес в гараже в Лос-Анджелесе в начале 1988 года. Боумен был производителем кожгалантерейных изделий, в то время как Старк продавал необработанную кожу высшего сорта. Изначально они основали лейбл для того, чтобы выпускать кожаные куртки, которых не было в продаже. Третьим партнёром был мастер по изготовлению ювелирных изделий из стерлингового серебра Леонард Камхаут (Leonard Kamhout).
Первой задачей компании был дизайн костюмов для фильма «Байкерши в городе зомби»; Старк взяла название бренда из рабочего названия фильма. В 1992 году бренд был удостоен премии CFDA «дизайнер аксессуаров года».
В 1994 году Старк, Боуман и Камхаут поссорились, и Боуман и Камхаут ушли из бренда. С 1994 года Chrome Hearts является совладельцем Ричарда Старка и его жены Лори Линн Старк.
В 1996 году Chrome Hearts открыла свой первый магазин на Манхэттене, Нью-Йорк. В 1999 году они открыли второй магазин в Токио, а к 2000 году открыли магазин в Лос-Анджелесе, где и был основан бренд.

## Коллаборации
В 2002 году Chrome Hearts представили совместную работу с The Rolling Stones с использованием культового мотива группы «Lips and Tongue».
В 2007 году японский модный бренд Comme des Garçons в сотрудничестве с Chrome Hearts создал серию подвесок и одежды. До этого, в 1990-х годах, Рей Кавакубо из Comme des Garçons уже работала с брендом, демонстрируя свою продукцию во флагманском магазине Aoyama.
В 2009 году модный бренд BAPE (A Bathing Ape) сотрудничал с ними в создании серии футболок, включая ограниченную серию Chrome Hearts X BABY MILO из 12 экземпляров.
В 2010 году они стали партнёрами по дизайну обуви с Фондом Роберта Мэпплторпа и Риком Оуэнсом. Туфли украшены различными серебряными украшениями. В 2010 году они сотрудничали с Оуэнсом в создании украшений и кроссовок, которые были представлены на Неделе моды в Париже.
В декабре 2015 года Laduree работал с Chrome Hearts и открыл кафе с макаронами и чаем на первом этаже магазина Chrome Hearts в Майами.  

## Награды
- Награда CFDA 1992 — лучший дизайнер аксессуаров[21];
- CFDA Awards 2022 — премия Джеффри Бина за заслуги перед жанром[22][23][24].

## Рекомендации
1. ↑  Chrome Hearts LLC Архивная копия от 25 июня 2018 на Wayback Machine bloomberg.com
2. ↑  Rosemary Feitelberg, Chrome Hearts Opens Second New York City Store in the West Village Архивная копия от 11 июня 2023 на Wayback Machine Women's Wear Daily, April 12, 2017
3. ↑  Chrome Hearts 10th Anniversary Collection Архивная копия от 10 июня 2023 на Wayback Machine, Eugene Kan, January 11, 2010
4. 1 2 3 4  Genevieve Buck, Chrome Hearts: Leader Of The Pack Архивная копия от 29 апреля 2013 на Wayback Machine Chicago Tribune, August 19, 1992
5. 1 2 3 4 5 6 7 8 9  Destefano, Mike. The Evolution of Chrome Hearts. Complex. Архивировано 8 июля 2020 года.
6. ↑  T.S. Fox, Chrome Hearts Introduces Its Own Incense Архивная копия от 10 июня 2023 на Wayback Machine Hypebeast May 4, 2016
7. ↑  Precision Watches & Jewelry, CHROME HEARTS EYEWEAR: A SHORT HISTORY Архивная копия от 6 мая 2019 на Wayback Machine August 15, 2016
8. 1 2  MAXWELL WILLIAMS, STARK CONTRAST: CHROME HEARTS Архивная копия от 10 августа 2022 на Wayback Machine V magazine July 14, 2016
9. 1 2  Moore, Booth (4 декабря 2019). Moore From L.A.: How Chrome Hearts Is Wooing the Next Generation. Women's Wear Daily. Архивировано 10 июня 2023. Дата обращения: 10 июня 2023.
10. 1 2  Gallagher, Jacob. Is 'Made in the U.S.A.' Dead? Not For L.A. Brand Chrome Hearts (англ.). Wall Street Journal. Архивировано 1 ноября 2021 года.
11. ↑  Jake Shears, TWO CHROME HEARTS THAT BEAT AS ONE Архивная копия от 7 июня 2022 на Wayback Machine Paper 03/14/2012
12. ↑  Asaf Rotman, Surfaced: Chrome Hearts Архивная копия от 10 июня 2023 на Wayback Machine Grailed July 27, 2016
13. ↑  Goodale, Connor. Who Started Chrome Hearts? (A Brief History of the Brand) (амер. англ.). Archive Avenue (12 апреля 2022). Дата обращения: 14 августа 2023. Архивировано 14 августа 2023 года.
14. ↑  Tran, Khanh T. L. Chrome Hearts Remixes 2002 Rolling Stones Collaboration For ‘Blue & Lonesome’ Album Release (амер. англ.). WWD (1 декабря 2016). Дата обращения: 14 августа 2023. Архивировано 14 августа 2023 года.
15. ↑  COMME des GARÇONS x Chrome Hearts Collection. hypebeast (29 ноября 2007). Дата обращения: 25 июля 2017. Архивировано 18 июля 2014 года.
16. ↑  A Bathing Ape x Chrome Hearts T-shirts. HYPEBEAST (14 сентября 2009). Дата обращения: 27 сентября 2021. Архивировано 27 сентября 2021 года.
17. ↑  Ruano, L. Robert Mapplethorpe Foundation x Chrome Hearts Sneakers. Hypebeast (12 июля 2010). Дата обращения: 24 мая 2017. Архивировано 3 июля 2017 года.
18. ↑  David Fischer, Chrome Hearts x Rick Owens Sneakers Highsnobiety May 26, 2010
19. ↑  Condé Nast. Rock Steady: Chrome Hearts Collaborates With Rick Owens (амер. англ.). Vogue (2 октября 2010). Дата обращения: 11 июня 2023. Архивировано 10 июня 2023 года.
20. ↑  Tran, Khanh T. L. Chrome Hearts and Ladurée Add French Flair to Miami (амер. англ.). WWD (12 октября 2015). Дата обращения: 14 августа 2023. Архивировано 14 августа 2023 года.
21. ↑  Cher Rocks a Leather Jacket-Gown Hybrid by Chrome Hearts at the 2022 CFDA Awards (амер. англ.). Grazia USA (8 ноября 2022). Дата обращения: 14 августа 2023. Архивировано 14 августа 2023 года.
22. ↑  Chrome Hearts honored at the 2022 CFDA Awards (фр.). www.lofficielstbarth.com. Дата обращения: 14 августа 2023. Архивировано 14 августа 2023 года.
23. ↑  A Complete List of the Winners From the 2022 CFDA Awards (амер. англ.). ELLE (8 ноября 2022). Дата обращения: 14 августа 2023. Архивировано 14 августа 2023 года.
24. ↑  Nast, Condé. Khaite’s Catherine Holstein, Luar’s Raul Lopez, and More Win Top Awards at CFDA Awards—See All the Winners Here (амер. англ.). Vogue (8 ноября 2022). Дата обращения: 14 августа 2023. Архивировано 11 мая 2023 года.